# Marko Kump
Marko Kump (9 de setembre de 1988) és un ciclista eslovè, professional des del 2007. Actualment corre a l'equip UAE Abu Dhabi després de córrer entre el 2013,el 2014 amb el Team Tinkoff-Saxo i el 2015 amb l'Adria Mobil.
En el seu palmarès destaquen diverses etapes en curses com la Setmana Internacional de Coppi i Bartali, la Volta a Eslovènia, el Tour de Croàcia o el Tour de l'Azerbaidjan, però també en algunes curses d'un sol dia com el Trofeu Zssdi o la Croàcia-Eslovènia.

## Palmarès
- 2006
  - Vencedor d'una etapa al Gran Premi Rüebliland
- 2007
  - 1r al Trofej Plava Laguna 1
- 2009
  - Vencedor d'una etapa de l'Istrian Spring Trophy
  - Vencedor d'una etapa del Gran Premi ciclista de Saguenay
  - Vencedor d'una etapa de la Volta a Eslovènia
  - Vencedor d'una etapa del Tour de l'Avenir
- 2010
  - 1r al Trofeu Zssdi
  - 1r al Tour de Flandes sub-23
  - 1r a la Burgenland Rundfahrt
  - Vencedor d'una etapa de la Setmana Internacional de Coppi i Bartali
- 2012
  - 1r a la Banja Luka-Belgrad I
  - 1r al Gran Premi Südkärnten
  - 1r al Gran Premi de Budapest
  - 1r a la Ljubljana-Zagreb
  - Vencedor d'una etapa de l'Istrian Spring Trophy
  - Vencedor d'una etapa de la Szlakiem Grodów Piastowskich
- 2015
  - 1r a l'Umag Trophy
  - 1r al Poreč Trophy
  - 1r al Gran Premi Adria Mobil
  - 1r a la Banja Luka-Belgrad I
  - 1r a la Małopolski Wyścig Górski i vencedor de 2 etapes
  - 1r a la Croàcia-Eslovènia
  - 1r a la Velothon Stockholm
  - Vencedor d'una etapa al Tour de Croàcia
  - Vencedor d'una etapa de l'Istrian Spring Trophy
  - Vencedor d'una etapa al Tour de l'Azerbaidjan
  - Vencedor d'una etapa a la Volta a Eslovènia
  - Vencedor de 5 etapes a la Volta al llac Qinghai
- 2016
  - Vencedor de 2 etapes a la Volta al llac Qinghai
- 2019
  - 1r al Gran Premi d'Izola
  - 1r al Gran Premi Adria Mobil
  - 1r al Gran Premi Kranj
  - 1r a la Croàcia-Eslovènia
  - Vencedor d'una etapa a la Belgrad-Banja Luka
  - Vencedor d'una etapa al Tour de Bihor-Bellotto
  - Vencedor d'una etapa al Tour de Croàcia